# Maler von Louvre E 574
Maler von Louvre E 574 ist der Notname eines spätkorinthisch-schwarzfigurigen Vasenmalers, der etwa von 600 bis 575 v. Chr. tätig war.
Er war einer der führenden Maler der Chimaera-Gruppe, der seine Löwendarstellungen aus dem Stil der Löwen des Columbus-Malers entwickelte. Sein Einfluss auf seine Nachfolger gilt als sehr stark, weshalb die Identifikation des Riehen-Malers als eigenständiger Maler wegen der großen stilistischen Nähe zu seinem Meister erst spät gelang.
Der Maler von Louvre E 574 ist nach seiner Namenvase benannt, die sich unter der Inventarnummer E 574 im Louvre in Paris befindet. Auf dem Alabastron sind ein Löwe und eine kleinere Sirene abgebildet. Bei allen anderen ihm zugeschriebenen Vasen handelt es sich um Aryballoi.
Patricia Lawrence hat versucht, den Maler von Louvre E 574 mit dem ebenfalls der Chimaera-Gruppe angehörenden Maler der Kopenhagener Sphingen zu identifizieren, einem Maler, dem nur Malereien auf Tellern zugeschrieben werden, da das Bild von zwei Pantherköpfen nahezu identisch auf einem dem Maler von Louvre E 574 zugeschriebenen Aryballos zu finden ist. Möglicherweise wurde auch nur der eine Aryballos vom Maler der Kopenhagener Sphingen oder vom für beide stilgebenden Chimaera-Maler bemalt. Wegen der stilistischen Unterschiede der sonstigen den beiden Malern zugeschriebenen Vasen hält Darrell A. Amyx eine Identifizierung beider Maler jedoch für ausgeschlossen.